# James Alexander Lougheed

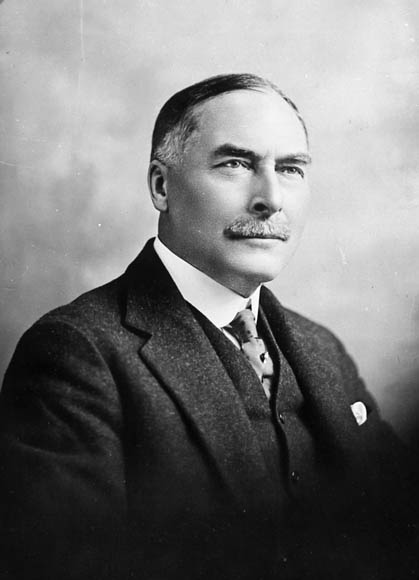
James Alexander Lougheed (1920)

Sir James Alexander Lougheed, KCMG PC QC (* 1. September 1854 in Brampton; † 2. November 1925 in Ottawa, Ontario) war ein kanadischer Politiker der Konservativen Partei Kanadas, langjähriger Senator sowie Minister.

## Leben
Lougheed war zunächst als Zimmerer tätig, ehe er nach einem Studium der Rechtswissenschaften Rechtsanwalt wurde.
Am 10. Dezember 1889 wurde er als Kandidat der Konservativen Partei von Premierminister John Macdonald zum Mitglied des Senats ernannt und gehörte diesem zunächst bis zum 31. August 1905 als Vertreter des in den Nordwest-Territorien liegende Calgary an. Im Anschluss war er bis zu seinem Tode für Calgary nunmehr Vertreter Albertas im Senat.
Während seiner fast 36-jährigen Mitgliedschaft im Senat war er zunächst zwischen April 1906 und Januar 1911 Führer der konservativen Opposition im Senat (Leader of the Opposition in the Senate) sowie anschließend Führer der Mehrheitsfraktion und damit bis zum 28. Dezember 1921 auch Führer der Regierungsparteien im Oberhaus des Parlaments (Leader of the Government in the Senate).
Während dieser Zeit übernahm er auch zahlreiche Ministerämter und war zuerst zwischen Oktober 1911 und Februar 1918 Minister ohne Geschäftsbereich im neunten und zehnten Bundeskabinett von Premierminister Robert Borden. Nach einer Kabinettsumbildung wurde er zuerst Minister für die zivile Wiedereingliederung von Soldaten und wurde danach im Juli 1920 von Premierminister Arthur Meighen in das elfte Kabinett Kanadas berufen und war dort bis Dezember 1921 Innenminister, Minister für Bergbau sowie Generalsuperintendent für Indianer-Angelegenheiten. Zugleich war er zwischen Juli 1920 und September 1921 kommissarischer Minister für die zivile Wiedereingliederung von Soldaten.
Nach der Wahlniederlage der Konservativen Partei wurde er am 1. Januar 1922 wiederum Führer der Opposition im Senat und übte dieses Amt bis zu seinem Tode aus. Das seit 1891 von ihm bewohnte Lougheed House in Calgary wurde in die Liste der National Historic Sites of Canada in Alberta aufgenommen. Lougheed Island ist nach ihm benannt.
Sein Enkel Peter Lougheed war zwischen 1971 und 1985 Premierminister von Alberta.